# Gianfranco Zola
Pour les articles homonymes, voir Zola (homonymie).
Gianfranco Zola né le 5 juillet 1966 à Oliena, en Sardaigne, est un footballeur international italien devenu entraîneur.

## Biographie
Commençant sa carrière en Italie, Zola commence sa carrière en 1984 à Nuorese Calcio, qui évolue en quatrième division italienne. Il rejoint deux ans plus tard le Torres Calcio où il parvient à monter en Serie C1.
Néanmoins, il attend 1989 avant de connaître la Serie A sous les couleurs du SSC Naples. Il joue lors de son époque napolitaine avec la légende du club Diego Maradona. Peu à peu, Zola s'affirme comme un meneur de jeu et un buteur efficace. Lors de la saison 1992-1993, il totalise douze buts pour autant de passes décisives, preuve de son activité sur le terrain.
En 1993, l'Italien rejoint Parme où sa carrière prend une nouvelle tournure. Il se montre plus dangereux devant le but. Ses deux premières saisons sont les plus prolifiques de sa carrière avec 18 puis 19 buts en championnat.
En 1996, Zola rejoint Chelsea où dispute 311 matchs et marque 80 buts, dont 14 coups francs. Il remporte notamment la Coupe d'Europe des vainqueurs de coupe 1997-1998 où il marque le but victorieux en finale contre le VfB Stuttgart (1-0).
Il est désigné par les journalistes anglais comme le meilleur joueur du Championnat d’Angleterre en 1997. Après son départ de Chelsea, son numéro (le 25) a été retiré définitivement pour tout autre joueur, honneur dont il est le seul joueur de l'histoire de Chelsea à recevoir,.
Il retourne en Italie en 2003 et termine sa carrière avec le club sarde de Cagliari, avec lequel il joue son dernier match en juin 2005.

### En équipe nationale
Zola fait ses débuts en équipe nationale en 1991. Il cumule 35 sélections dans l’équipe d’Italie et marque 10 buts de 1991 à 1997.
Il participe à la Coupe du monde de football 1994 (place de finaliste) et au Championnat d'Europe de football 1996. Il n'est pas sélectionné par Cesare Maldini pour participer à la Coupe du monde 1998.

### Carrière d'entraîneur
En 2008, il devient l'entraineur de l'équipe professionnelle du club de West Ham. Il est remercié à la fin de la saison 2009-2010, après que le club s'est difficilement maintenu (17e).
Le 7 juillet 2012, il signe un contrat de deux ans avec Watford. À la suite de mauvais résultats, il démissionne le 16 décembre 2013.
Le 24 décembre 2014, il signe pour entrainer son dernier club en tant que joueur, à savoir Cagliari Calcio. Il est cependant limogé du club le 9 mars 2015 après un pauvre bilan de 8 points sur 33 et une position de relégable (18e sur 20).

## Style de jeu
Gianfranco Zola est considéré comme l'un des plus grands talents du football italien et comme l'un des meilleurs joueurs de l'histoire de Chelsea[réf. nécessaire]. Il possède de nombreuses caractéristiques en commun avec Diego Armando Maradona, qu'il remplacera à Naples lorsque le magicien argentin s'en ira. Diego Maradona disait lui-même "Naples n'a pas besoin de chercher quelqu'un pour me remplacer. Ils ont déjà Zola !".
Petit de taille, il s'en sert pour dribbler ses adversaires et développe une vivacité impressionnante. Il est capable de réaliser des gestes techniques en pleine course et de mettre à terre ses adversaires. L'ancienne gloire des Blues est également remarquablement adroit sur ses frappes, ce qui lui a permis d'inscrire de nombreux coups-franc et autres reprises de volées spectaculaires. Aux séances d'entraînement, il est considéré comme un modèle par ses pairs. Il était un grand professionnel et était toujours le dernier sur les terrains d'entraînement.
Le manager légendaire de Manchester United, Sir Alex Ferguson, déclarait à propos de lui : "Gianfranco Zola m'agaçait. Il ne se souciait pas de son adversaire et gardait son sourire en permanence. Comment est-ce possible de prendre du plaisir en jouant face à Manchester United ? Personne d'autre ne l'a fait. Il était fantastique. Talentueux, complet, courageux... J'aimais le regarder jouer. Parler comme cela d'un adversaire en dit long sur le respect que j'ai pour lui."

## Statistiques
Ce tableau présente les statistiques en carrière de joueur de Gianfranco Zola,,,,.
| Saison                | Club                  | Championnat           | Championnat | Championnat | Championnat | Coupe nationale | Coupe nationale | Coupe nationale | Coupe de la Ligue | Coupe de la Ligue | Coupe de la Ligue | Supercoupe | Supercoupe | Supercoupe | Compétition(s) continentale(s) | Compétition(s) continentale(s) | Compétition(s) continentale(s) | Compétition(s) continentale(s) | Supercoupe UEFA | Supercoupe UEFA | Supercoupe UEFA | Total | Total | Total |
| Saison                | Club                  | Division              | M.          | B.          | P.d.        | M.              | B.              | P.d.            | M.                | B.                | P.d.              | M.         | B.         | P.d.       | Comp.                          | M.                             | B.                             | P.d.                           | M.              | B.              | P.d.            | M.    | B.    | P.d.  |
| 1984-1985             | Nuorese Calcio        | Serie C2              | 4           | 0           | -           | -               | -               | -               | -                 | -                 | -                 | -          | -          | -          | -                              | -                              | -                              | -                              | -               | -               | -               | 4     | 0     | 0     |
| 1985-1986             | Nuorese Calcio        | Serie C2              | 27          | 10          | -           | -               | -               | -               | -                 | -                 | -                 | -          | -          | -          | -                              | -                              | -                              | -                              | -               | -               | -               | 27    | 10    | 0     |
| Sous-total            | Sous-total            | Sous-total            | 31          | 10          | -           | -               | -               | -               | -                 | -                 | -                 | -          | -          | -          | -                              | -                              | -                              | -                              | -               | -               | -               | 31    | 10    | 0     |
| 1986-1987             | Torres Calcio         | Serie C2              | 30          | 8           | -           | -               | -               | -               | -                 | -                 | -                 | -          | -          | -          | -                              | -                              | -                              | -                              | -               | -               | -               | 30    | 8     | 0     |
| 1987-1988             | Torres Calcio         | Serie C1              | 24          | 2           | -           | -               | -               | -               | -                 | -                 | -                 | -          | -          | -          | -                              | -                              | -                              | -                              | -               | -               | -               | 24    | 2     | 0     |
| 1988-1989             | Torres Calcio         | Serie C1              | 34          | 11          | -           | -               | -               | -               | -                 | -                 | -                 | -          | -          | -          | -                              | -                              | -                              | -                              | -               | -               | -               | 34    | 11    | 0     |
| Sous-total            | Sous-total            | Sous-total            | 88          | 21          | -           | -               | -               | -               | -                 | -                 | -                 | -          | -          | -          | -                              | -                              | -                              | -                              | -               | -               | -               | 88    | 21    | 0     |
| 1989-1990             | SSC Naples            | Serie A               | 18          | 2           | 2           | 6               | 1               | -               | -                 | -                 | -                 | -          | -          | -          | C3                             | 2                              | 0                              | -                              | -               | -               | -               | 26    | 3     | 2     |
| 1990-1991             | SSC Naples            | Serie A               | 20          | 6           | -           | 7               | 0               | -               | -                 | -                 | -                 | -          | -          | -          | C1                             | 2                              | 0                              | -                              | -               | -               | -               | 29    | 6     | 0     |
| 1991-1992             | SSC Naples            | Serie A               | 34          | 12          | -           | 4               | 1               | -               | -                 | -                 | -                 | -          | -          | -          | -                              | -                              | -                              | -                              | -               | -               | -               | 38    | 13    | 0     |
| 1992-1993             | SSC Naples            | Serie A               | 33          | 12          | 12          | 6               | 2               | -               | -                 | -                 | -                 | -          | -          | -          | C3                             | 4                              | 0                              | -                              | -               | -               | -               | 43    | 14    | 12    |
| Sous-total            | Sous-total            | Sous-total            | 105         | 32          | 14          | 23              | 4               | -               | -                 | -                 | -                 | -          | -          | -          | -                              | 8                              | 0                              | -                              | -               | -               | -               | 136   | 36    | 14    |
| 1993-1994             | Parme FC              | Serie A               | 33          | 18          | 4           | 7               | 3               | -               | -                 | -                 | -                 | -          | -          | -          | C2                             | 9                              | 1                              | 1                              | 2               | 0               | -               | 51    | 22    | 5     |
| 1994-1995             | Parme FC              | Serie A               | 32          | 19          | 9           | 7               | 4               | -               | -                 | -                 | -                 | -          | -          | -          | C3                             | 12                             | 5                              | 3                              | -               | -               | -               | 51    | 28    | 12    |
| 1995-1996             | Parme FC              | Serie A               | 29          | 10          | 2           | 1               | 0               | -               | -                 | -                 | -                 | 1          | 0          | -          | C2                             | 5                              | 2                              | 0                              | -               | -               | -               | 36    | 12    | 2     |
| 1996                  | Parme FC              | Serie A               | 8           | 2           | 0           | 1               | 0               | -               | -                 | -                 | -                 | -          | -          | -          | C3                             | 2                              | 0                              | 0                              | -               | -               | -               | 11    | 2     | 0     |
| Sous-total            | Sous-total            | Sous-total            | 102         | 49          | 15          | 16              | 7               | -               | -                 | -                 | -                 | 1          | 0          | -          | -                              | 28                             | 8                              | 4                              | 2               | 0               | -               | 149   | 64    | 19    |
| 1996-1997             | Chelsea FC            | PL                    | 23          | 8           | 9           | 7               | 4               | 1               | -                 | -                 | -                 | -          | -          | -          | -                              | -                              | -                              | -                              | -               | -               | -               | 30    | 12    | 10    |
| 1997-1998             | Chelsea FC            | PL                    | 27          | 8           | 7           | 1               | 0               | -               | 4                 | 0                 | -                 | 1          | 0          | -          | C2                             | 8                              | 4                              | 3                              | -               | -               | -               | 41    | 12    | 10    |
| 1998-1999             | Chelsea FC            | PL                    | 37          | 13          | 5           | 6               | 1               | -               | -                 | -                 | -                 | -          | -          | -          | C2                             | 5                              | 1                              | 0                              | 1               | 0               | 1               | 49    | 15    | 6     |
| 1999-2000             | Chelsea FC            | PL                    | 33          | 4           | 9           | 5               | 1               | 2               | -                 | -                 | -                 | -          | -          | -          | C1                             | 14                             | 3                              | 2                              | -               | -               | -               | 52    | 8     | 13    |
| 2000-2001             | Chelsea FC            | PL                    | 36          | 9           | 4           | 3               | 2               | -               | 2                 | 1                 | -                 | 1          | 0          | -          | C3                             | 3                              | 0                              | -                              | -               | -               | -               | 45    | 12    | 4     |
| 2001-2002             | Chelsea FC            | PL                    | 35          | 3           | 4           | 6               | 1               | -               | 5                 | 0                 | -                 | -          | -          | -          | C3                             | 4                              | 1                              | 0                              | -               | -               | -               | 50    | 5     | 4     |
| 2002-2003             | Chelsea FC            | PL                    | 38          | 14          | 7           | 3               | 2               | -               | 3                 | 0                 | -                 | -          | -          | -          | C3                             | 2                              | 0                              | 1                              | -               | -               | -               | 46    | 16    | 8     |
| Sous-total            | Sous-total            | Sous-total            | 229         | 59          | 45          | 31              | 11              | 3               | 13                | 1                 | -                 | 2          | 0          | -          | -                              | 35                             | 9                              | 6                              | 1               | 0               | 1               | 311   | 80    | 55    |
| 2003-2004             | Cagliari Calcio       | Serie B               | 43          | 13          | 23          | 1               | 1               | -               | -                 | -                 | -                 | -          | -          | -          | -                              | -                              | -                              | -                              | -               | -               | -               | 44    | 14    | 23    |
| 2004-2005             | Cagliari Calcio       | Serie A               | 31          | 9           | 7           | 6               | 4               | -               | -                 | -                 | -                 | -          | -          | -          | -                              | -                              | -                              | -                              | -               | -               | -               | 37    | 13    | 7     |
| Sous-total            | Sous-total            | Sous-total            | 74          | 22          | 30          | 7               | 5               | -               | -                 | -                 | -                 | -          | -          | -          | -                              | -                              | -                              | -                              | -               | -               | -               | 81    | 27    | 30    |
| Total sur la carrière | Total sur la carrière | Total sur la carrière | 629         | 193         | 104         | 79              | 27              | 3               | 11                | 1                 | -                 | 3          | 0          | -          | -                              | 71                             | 17                             | 10                             | 3               | 0               | 1               | 796   | 238   | 118   |

## Palmarès de joueur

### En Club
- SEF Torres 1903 :
  - Champion de Serie C2 (quatrième division) en 1987.
- SSC Napoli :
  - Champion de Serie A en 1990.
  - Vainqueur de la Supercoupe d’Italie en 1990.
- Parme AC :
  - Vainqueur de la Coupe UEFA en 1995.
  - Vainqueur de la Supercoupe de l'UEFA en 1993.
  - Vice-champion de Serie A en 1997.
  - Finaliste de la Coupe des coupes en 1994.
  - Finaliste de la Coupe d'Italie en 1995.
  - Finaliste de la Supercoupe d'Italie en 1996.
- Chelsea
  - Vainqueur de la Coupe des coupes en 1998.
  - Vainqueur de la Supercoupe de l'UEFA en 1998.
  - Vainqueur de la FA Cup en 1997 et 2000.
  - Vainqueur de la Coupe de la Ligue en 1998.
  - Vainqueur du Community Shield en 2000.
  - Finaliste de la FA Cup en 2002.
  - Finaliste du Community Shield en 1997.
- Cagliari Calcio :
  - Vice-champion de Serie B en 2004.

### En sélection
- Italie
  - Finaliste de la Coupe du monde en 1994.

### Distinctions personnelles
- Membre honoraire de l'Ordre de l'Empire britannique
- Joueur du mois du championnat d'Angleterre de football en décembre 1996 et octobre 2002.
- Joueur de l'année FWA du Championnat d'Angleterre en 1997

## Anecdote
- Le blogueur chinois Zhou Shuguang a pris « Zola » comme pseudonyme en son hommage.